# Terpna niveata
Terpna niveata är en fjärilsart som beskrevs av Debauche 1941. Terpna niveata ingår i släktet Terpna och familjen mätare. Inga underarter finns listade i Catalogue of Life.